# Acropolitis hedista
Acropolitis hedista es una especie de polilla del género Acropolitis, tribu Archipini, subfamilia Tortricinae.

## Distribución
Se distribuye por Australia (Queensland).

## Taxonomía
Fue descrita por Turner en 1916 y publicada en Transactions and Proceedings of the Royal Society of South Australia 40: 504.